# LouAnne Johnson
LouAnne Johnson – amerykańska pisarka.
Na podstawie jednej z jej książek (My Posse Don’t Do Homework) w roku 1995 powstał film w reżyserii Johna N. Smitha pt. Młodzi gniewni.